# Andrei Severnîi
Andrei Severnîi, uneori:Andrei B. Severny (rusă Северный, Андрей Борисович) (n. 1913 – d. 1987) a fost un astronom sovietic, cunoscut în special pentru munca sa privind erupțiile solare și observațiile astronomice asupra sateliților artificiali.

## Biografie
În 1935 a absolvit Facultatea de Mecanică și Matematică, Universitatea de Stat din Moscova. În perioada 1935-1939 a urmat aspirantura și din 1939 până în 1943 doctorantura  în cadrul Academiei de Științe a URSS.
După al Doilea Război Mondial, a fost repartizat la Observatorul din Crimeea, care avea inițial sediul la Sîmeiiz, în Crimeea, pe litoralul Mării Negre, și a fost apoi implicat în procesul de construire a unui nou observator la Naucine, în Munții Crimeii.
El a fost director la Observatorul de Astrofizică din Crimeea în perioada 1952 - 1987 și vicepreședinte al Uniunii Astronomice Internaționale între 1964 - 1970.

## Munca științifică
O mare parte din munca lui s-a concentrat pe erupțiile solare, izbucnirile bruște de energie în zonele mici de pe suprafața soarelui, pe care el a încercat să le lege de existența unor câmpuri magnetice solare.
În 1951 publică lucrarea „Точная теория волн установившегося вида на поверхности тяжёлой жидкости” („O teorie exacta a formei undelor de echilibru pe suprafața unui lichid greu”).
În 1976 descoperă oscilația Soarelui cu o perioadă de 2 ore și 40 de minute.

## Premii
El a primit Premiul Stalin în 1952 pentru studiul său privind erupțiile solare și titlul de Erou al Muncii Socialiste în 1973, cea mai mare distincție civilă sovietică. 
- Ordinul Lenin (1973, 1983)
- Ordinul Drapelul Roșu al Muncii (1961, 1963)